# Werelderfgoed in Finland
Tot het Werelderfgoed in Finland behoren zeven Werelderfgoederen. Het eerste Werelderfgoed werd in 1991 ingeschreven.

## Werelderfgoederen

### Actuele Werelderfgoederen
Deze lijst toont de zeven Werelderfgoederen in Finland in chronologische volgorde (C – Cultuurerfgoed; N – Natuurerfgoed).
| Naam                        | Jaar | Soort | Beschrijving                                                                                         | Afbeelding |
| --------------------------- | ---- | ----- | --- | ---------- |
| Suomenlinna                 | 1991 | C     | |            |
| Oud Rauma                   | 1991 | C     | |            |
| Oude kerk van Petäjävesi    | 1994 | C     | |            |
| Verla                       | 1997 | C     | |            |
| Sammallahdenmäki            | 1999 | C     | |            |
| Geodetische boog van Struve | 2005 | C     | Samen met Estland, Letland, Litouwen, Moldavië, Noorwegen, Oekraïne, Rusland, Wit-Rusland en Zweden. |            |
| Kvarkenarchipel             | 2006 | N     | Samen met Zweden                                                                                     |            |

### Als Werelderfgoed genomineerde objecten
In de voorlopige lijst van de UNESCO worden objecten ingeschreven die naar het inzicht van de betreffende regering potentieel voor de erkenning als Werelderfgoed in aanmerking komen. Dit zegt niets over de eventuele daadwerkelijke succesvolle inschrijving op de lijst. Tegenwoordig (2017) zijn op de lijst zes objecten uit Finland ingeschreven.
| Naam                                          | Jaar | Soort | Beschrijving | Afbeelding |
| --------------------------------------------- | ---- | ----- | ------------ | ---------- |
| Ukonsaari                                     | 1990 | C     |              |            |
| De architectuur van Alvar Aalto               | 2021 | C     |              |            |
| Leefgebied van de Saimaarob in het Saimaameer | 2021 | N     |              |            |

### Objecten voorheen op de Kandidatenlijst
Deze objecten werden van de voorlopige lijst verwijderd en door nieuwe vervangen.
| Naam                           | Jaar | Soort | Beschrijving | Afbeelding |
| ------------------------------ | ---- | ----- | ------------ | ---------- |
| De rotskervingen op Hauensuoli | 1990 | C     |              |            |
| Olavinlinna                    |      | C     |              |            |
| Kasteel Rapola                 |      | C     |              |            |
| Steentijd-ruïne van Kastelli   | 1990 | C     |              |            |
| Rotskunst van Astuvansalmi     | 1990 | C     |              |            |
| Sanatorium van Paimio          | 2004 | C     |              |            |
| Pielinen en Saimaameer         | 2004 | N     |              |            |

## Werelderfgoed voor documenten
Deze lijst toont de documenten en archieven opgenomen in het Memory of the World-programma van UNESCO.
| Naam                                                           | Jaar | Beschrijving                                                | Afbeelding |
| -------------------------------------------------------------- | ---- | ----------------------------------------------------------- | ---------- |
| A.E. Nordenskiöldcollectie                                     | 1997 |                                                             |            |
| Radziwiłł-archief en collectie van de bibliotheek van Njasvizj | 2009 | Samen met Litouwen, Oekraïne, Polen, Rusland en Wit-Rusland |            |
| Archief van het Skolt-Samische dorp Suonjel Suenjel            | 2015 |                                                             |            |

## Immaterieel werelderfgoed
Deze lijst toont tradities opgenomen als immaterieel werelderfgoed.
| Naam             | Jaar | Beschrijving | Afbeelding |
| ---------------- | ---- | ------------ | ---------- |
| De Sauna-cultuur | 2020 |              |            |